# 林鎮區 (伊利諾伊州伍德福德縣)
林鎮區（英語：Linn Township）是位於美國伊利諾伊州伍德福德縣的一個行政鎮區。

## 地方資料
根據2010年美國人口普查的數據，林鎮區的面積為94.80平方千米，當中陸地面積為94.80平方千米，而水域面積為0.90平方千米。當地共有人口289人，而人口密度為每平方千米3.05人。